# Péronne (Saône-et-Loire)
Péronne település Franciaországban, Saône-et-Loire megyében. Lakosainak száma 666 fő (2022. január 1.). Péronne Lugny, Azé, Burgy, Clessé, Saint-Gengoux-de-Scissé, Saint-Maurice-de-Satonnay és Viré községekkel határos.

## Népesség
A település népességének változása:
| Lakosok száma | 659  | 655  | 662  | 652  | 661  | 672  | 670  | 668  | 666  |
|               | 2013 | 2015 | 2016 | 2017 | 2018 | 2019 | 2020 | 2021 | 2022 |